# آنتونی هیگینز

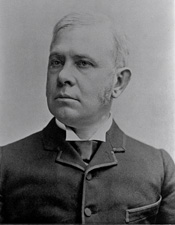
آنتونی هیگینز

آنتونی هیگینز (به انگلیسی: Anthony Higgins) سناتور سابق عضو حزب جمهوری‌خواه ایالات متحده آمریکا بود. وی در سال ۱۸۸۹ تا ۱۸۹۵ میلادی سناتور ایالت دلاویر در سنای ایالات متحده آمریکا بود.